# Фофаново (Тверская область)
Фофаново — деревня в Западнодвинском районе Тверской области. Входит в состав Западнодвинского сельского поселения.

## География
Деревня расположена в северо-восточной части района. Расстояние до окраины Западной Двины составляет около 4 км, центра города — более 6 км. Ближайший населённый пункт — деревня Ануфриево.
К западу от деревни находится озеро Ракомле.

## История
Населённый пункт впервые упоминается на топографической карте Фёдора Шуберта 1867—1901 годов как сельцо Фофоново.
На карте РККА 1923—1941 годов деревня обозначена под названием Фофанова. Имела 3 двора.
В 1929 году в Фофаново было организовано подсобное хозяйство Западнодвинского лесопильного завода. В 1937 году создан колхоз «Первый год Второй пятилетки».
По состоянию на 1997 год в Фофаново имелось 75 хозяйств и проживало 169 человек. В деревне располагалась администрация сельского округа, начальная школа, Дом Культуры, библиотека, медпункт, отделение связи, магазин, столовая.
До 2005 года деревня являлась центром упразднённого в настоящее время Фофановского сельского округа, с 2005 входит в состав Западнодвинского сельского поселения.

## Население
| 2010 |
| ---- |
| 125  |

В 2002 году население деревни составляло 158 человека.
Национальный состав
Согласно результатам переписи 2002 года, в национальной структуре населения русские составляли 95 % от жителей.

## Достопримечательности
В деревне находится братская могила воинов, павших в Великой Отечественной войне. На постаменте в 1967 году установлена цементно-гипсовая фигура солдата с автоматом.
Захоронение является памятником истории регионального значения.